# Jan Siefke Kunstreich
Jan Siefke Kunstreich (* 15. März 1921 in Wittmund; † 19. Februar 1991 in Kiel) war ein deutscher Kunsthistoriker. Während seiner Studentenzeit leitete er kleinere Bühnen und betätigte sich als Kabarettist.

## Leben

### Kabarettist und Bühnenleiter
In der Spielzeit 1946/47, direkt nach dem Zweiten Weltkrieg, leitete Kunstreich die niederdeutsche Theaterbühne Negenmeerter Spoeldäl. Von 1947 an war er Leiter des Kieler Studentenkabaretts Die Amnestierten, dessen Provokation und Gesellschaftskritik sich hauptsächlich anhand von Themen wie Nationalismus und Chauvinismus entzündete. Es wurde zu den wichtigsten deutschen Nachkriegskabaretts gezählt. Auf den von ihm geleiteten Bühnen war Kunstreich gleichsam immer auch als Schauspieler bzw. Kabarettist zu sehen. Zudem fungierte er als Texter.

### Doktorarbeit
Seine Doktorarbeit schrieb Kunstreich 1957 an der Christian-Albrechts-Universität zu Kiel im Fachbereich Philosophie über Willem Buytewech, den „Erfinder“ der niederländischen Genremalerei, mit Studien zu Willem Buytewech.

### Kunsthistoriker
Als Kunsthistoriker in Kiel veröffentlichte Kunstreich dann u. a. weitere Beiträge zur holländischen Malerei, zur Kunst- und Kulturgeschichte seiner norddeutschen Heimat und der Stadt Kiel. Auch die Geschichte der Fotografie beleuchtet der Historiker in seinen Veröffentlichungen.

### Rezitator
Seine schauspielerisches Talent, das Kunstreich in seiner Studentenzeit vielfach verwendet hatte, pflegte er noch als Kunsthistoriker in höheren Jahren: so war er als niederdeutscher Rezitator tätig u. a. auch Ende der 1960er für eine Schallplattenreihe.